# Dragosinjci
Dragosinjci (cirill betűkkel Драгосињци), település Szerbiában, a Raškai körzet Kraljevoi községében.

## Népesség
- 1948-ban 849 lakosa volt.
- 1953-ban 915 lakosa volt.
- 1961-ben 873 lakosa volt.
- 1971-ben 803 lakosa volt.
- 1981-ben 809 lakosa volt.
- 1991-ben 746 lakosa volt.
- 2002-ben 672 lakosa volt, akik közül 650 szerb (96,72%), 6 montenegrói, 1 orosz, 11 ismeretlen.